# لشکر زرهی کمپف
لشکر زرهی کمپف (آلمانی: Panzer-Division Kempf) (با نام اصلی واحد زرهی پروس خاوری) واحدی از ارتش پروس خاوری بود که برای عملیات‌های خارج از پروس خاوری در جریان تهاجم به لهستان در جنگ جهانی دوم ایجاد شد.پس از آن‌که ورنر کمپف فرماندهی این واحد را به‌دست گرفت، این واحد با نام لشکر زرهی کمپف مشهور شد.این واحد تنها نیمی از قدرت لشکرهای زرهی آن زمان را داشت.